# Jacobus Kapteyn
Jacobus Cornelius Kapteyn (født 19. januar 1851, død 18. juni 1922) var en nederlandsk astronom og professor i teoretisk mekanik og astronomi. Han blev professor ved universitetet i Groningen i 1878. 
Kapteyn konkluderede at Solsystemet var lokaliseret i nærheden af centeret for en linseformet, roterende galakse, en konklusion han nåede frem til efter at have analyseret lysstyrker og positioner på 454.875 stjerner ud fra fotografier taget på Cape-observatoriet. Til dette arbejde blev han assisteret af straffefanger fra det lokale fængsel i Groningen. 
Kapteyns hypotese om galaksens udseende blev tilbagevist af senere astronomer.
Kapteyn fik en stjerne, Kapteyns stjerne, som han opdagede i 1897, opkaldt efter sig. Stjernen befinder sig kun 12,8 lysår fra Solen.